# 沈祖倫
沈 祖倫（しん そりん、シェン・ジュルン、1931年3月 - 2023年2月27日）は、中華人民共和国の官僚、政治家。浙江省寧波市出身。中国共産党第13期中央委員、第7期全国人民代表大会代表。第8回、第9回全国政治協商会議常務委員。元浙江省人民政府省長。浙江対外友好協会会長。

## 経歴
1931年3月、浙江省寧波市で生まれる。1948年4月に中国共産党入党。その後、浙江省慈渓県（現在の慈渓市）と寧波市で働いた。文化大革命で沈祖倫は政治的迫害を受けた。1973年、浙江省省省委員会弁公庁に就職した。1977年からは浙江省紹興県党委副書記、紹興県改革委員会副主任、紹興市党委書記、浙江省農業委員会副主任、党組成員、嘉興地区党委副書記、浙江省人民政府秘書長と相次いで就任した。1983年、浙江省人民政府副省長に任命。1987年9月、浙江省党委副書記、省長（省長代行）に昇格。1991年3月、浙江省人民政府省長を退任した。2023年2月27日に杭州市にて92歳で死去。